# 黄足狂蛛
黄足狂蛛（学名：Zelotes pedestris）为平腹蛛科狂蛛属的动物。分布于英国、法国、德国芬兰以及中国大陆的浙江等地。该物种的模式产地在欧洲。